# Lättvikt i grekisk-romersk stil i brottning vid olympiska sommarspelen 1996
Herrarnas brottningsturnering i grekisk romersk stil i viktklassen lättvikt vid olympiska sommarspelen 1996 avgjordes i Atlanta i Georgia World Congress Center. 

## Medaljörer
| Klass    | Guld                  | Silver                   | Brons                          |
| Lättvikt | Ryszard Wolny · Polen | Ghani Yalouz · Frankrike | Aleksandr Tretyakov · Ryssland |

## Resultat
Guld- och silvermedaljörerna korades genom en klassisk turnering där vinnaren i finalen erhöll guld, och förloraren silver. Förlorarna från omgång ett fram till semifinalen fick återkvala och vinnaren fick till slut brons.
- PA — Vinst genom att motståndaren skadats

### Huvudtabell

#### Runda 1
| Brottare 1                 | Poäng  | Brottare 2             |
| -------------------------- | ------ | ---------------------- |
| Tarieli Melelashvili (GEO) | 2 - 4  | Liubal Colás (CUB)     |
| Ender Memet (ROU)          | TO     | Valeri Nikitin (EST)   |
| Yalçın Karapınar (TUR)     | 3 - 0  | Samvel Manukyan (ARM)  |
| Rodney Smith (USA)         | 6 - 1  | José Escobar (COL)     |
| Grigoriy Pulyayev (UZB)    | 12 - 0 | Colin Daynes (CAN)     |
| Anwar Kandafil (MAR)       | 0 - 10 | Biser Georgiev (BUL)   |
| Kamandar Madzhidov (BLR)   | 3 - 1  | Kim Young-Il (KOR)     |
| Marko Yli-Hannuksela (FIN) | 6 - 2  | Rustam Adzhi (UKR)     |
| Yasushi Miyake (JPN)       | 4 - 2  | Anders Magnusson (SWE) |
| Aleksandr Tretyakov (RUS)  | 0 - 8  | Ghani Yalouz (FRA)     |
| Ryszard Wolny (POL)        | 6 - 1  | Attila Repka (HUN)     |

#### Åttondelsfinaler
| Brottare 1               | Poäng  | Brottare 2                 |
| ------------------------ | ------ | -------------------------- |
| Liubal Colás (CUB)       | 3 - 0  | Ender Memet (ROU)          |
| Yalçın Karapınar (TUR)   | 1 - 12 | Rodney Smith (USA)         |
| Grigoriy Pulyayev (UZB)  | 2 - 0  | Biser Georgiev (BUL)       |
| Kamandar Madzhidov (BLR) | 5 - 0  | Marko Yli-Hannuksela (FIN) |
| Yasushi Miyake (JPN)     | 0 - 10 | Ghani Yalouz (FRA)         |
| Ryszard Wolny (POL)      |        | Bye                        |

#### Kvartsfinaler
| Brottare 1               | Poäng | Brottare 2              |
| ------------------------ | ----- | ----------------------- |
| Ryszard Wolny (POL)      | 6 - 0 | Liubal Colás (CUB)      |
| Rodney Smith (USA)       | 0 - 4 | Grigoriy Pulyayev (UZB) |
| Kamandar Madzhidov (BLR) |       | Bye                     |
| Ghani Yalouz (FRA)       |       | Bye                     |

#### Semifinaler
| Brottare 1               | Poäng | Brottare 2              |
| ------------------------ | ----- | ----------------------- |
| Ryszard Wolny (POL)      | 3 - 0 | Grigoriy Pulyayev (UZB) |
| Kamandar Madzhidov (BLR) | 1 - 4 | Ghani Yalouz (FRA)      |

#### Final
| Brottare 1          | Poäng | Brottare 2         |
| ------------------- | ----- | ------------------ |
| Ryszard Wolny (POL) | 7 - 0 | Ghani Yalouz (FRA) |

### Återkval

#### Omgång 2
| Brottare 1                 | Poäng  | Brottare 2                |
| -------------------------- | ------ | ------------------------- |
| Tarieli Melelashvili (GEO) | TO     | Valeri Nikitin (EST)      |
| Samvel Manukyan (ARM)      | 12 - 0 | José Escobar (COL)        |
| Colin Daynes (CAN)         | 5 - 4  | Anwar Kandafil (MAR)      |
| Kim Young-Il (KOR)         | 1 - 2  | Rustam Adzhi (UKR)        |
| Anders Magnusson (SWE)     | 2 - 9  | Aleksandr Tretyakov (RUS) |
| Attila Repka (HUN)         |        | Bye                       |

#### Omgång 3
| Brottare 1            | Poäng | Brottare 2                 |
| --------------------- | ----- | -------------------------- |
| Attila Repka (HUN)    | TO    | Valeri Nikitin (EST)       |
| Samvel Manukyan (ARM) | 9 - 3 | Colin Daynes (CAN)         |
| Rustam Adzhi (UKR)    | 1 - 3 | Aleksandr Tretyakov (RUS)  |
| Ender Memet (ROU)     | 4 - 9 | Yalçın Karapınar (TUR)     |
| Biser Georgiev (BUL)  | 1 - 1 | Marko Yli-Hannuksela (FIN) |
| Yasushi Miyake (JPN)  |       | Bye                        |

#### Omgång 4
| Brottare 1             | Poäng | Brottare 2                |
| ---------------------- | ----- | ------------------------- |
| Yasushi Miyake (JPN)   | 0 - 6 | Valeri Nikitin (EST)      |
| Samvel Manukyan (ARM)  | 0 - 5 | Aleksandr Tretyakov (RUS) |
| Yalçın Karapınar (TUR) | 0 - 5 | Biser Georgiev (BUL)      |
| Liubal Colás (CUB)     | 3 - 2 | Rodney Smith (USA)        |

#### Omgång 5
| Brottare 1           | Poäng | Brottare 2                |
| -------------------- | ----- | ------------------------- |
| Valeri Nikitin (EST) | 0 - 4 | Aleksandr Tretyakov (RUS) |
| Biser Georgiev (BUL) | 4 - 0 | Liubal Colás (CUB)        |

#### Omgång 6
| Brottare 1              | Poäng | Brottare 2                |
| ----------------------- | ----- | ------------------------- |
| Grigoriy Pulyayev (UZB) | 0 - 6 | Aleksandr Tretyakov (RUS) |
| Biser Georgiev (BUL)    | 1 - 3 | Kamandar Madzhidov (BLR)  |

#### Bronsmatch
| Brottare 1                | Poäng | Brottare 2               |
| ------------------------- | ----- | ------------------------ |
| Aleksandr Tretyakov (RUS) | 4 - 0 | Kamandar Madzhidov (BLR) |